# Rhode Makoumbou
Rhode Bath-Schéba Makoumbou (nascida em 29 de agosto de 1976) é uma artista da República do Congo. Trabalhando em pintura a óleo e escultura, ela ja fez exposições em todo o mundo. Ela trabalha em Bruxelas e Brazzaville. Em 2012, venceu o Grande Prémio de Artes e Cartas do Presidente da República (do Congo) e no ano seguinte foi nomeada oficial da Ordem do Dévougement Congolais.

## Carreira
Rhode Bath-Schéba Makoumbou nasceu em 29 de agosto de 1976 em Brazzaville, na República do Congo, e é filha do pintor David Makoumbou. Makoumbou cria arte desde 1989, originalmente pinturas a óleo feitas com uma faca. Estes são considerados distintamente africanos, mas com influências do realismo, expressionismo e cubismo. Desde 2002, ela também trabalha na escultura, criando figuras de serragem e cola de madeira sobre uma armação de metal. Estas tendem a ser representações de oficios rurais africanos em vias de extinção e algumas chegam a ter até 3 metros de altura.
O trabalho de Makoumbou já foi apresentado em mais de 230 exposições em todo o mundo. Ela ganhou o Grande Prémio de Artes e Cartas de 2012 do Presidente da República. Ela já se mudou para Bruxelas, na Bélgica. Ela foi também nomeada oficial da Ordem do Dévouce Congolais pelo presidente Denis Sassou Nguesso na abertura do Festival de Música Pan-Africana em 13 de julho de 2013. O prémio foi-lhe atribuído pelas suas habilidades artísticas e também pelo seu trabalho para difundir a consciência da arte congolesa em todo o mundo.
Makoumbou já experimentou incorporar os estilos de penteado com a sua arte, criando estilos de cabelo tradicionais e modernos em modelos que foram exibidos na Semana de Moda de Ethno Tendance de Bruxelas em novembro de 2017. Ela tem workshops em Bruxelas e Brazzaville.